# René Follet
René Follet, vulgo REF (Bruxelas, 10 de abril de 1931 – Bruxelas, 14 de março de 2020) foi um ilustrador e escritor belga francófono.
Morreu no dia 14 de março de 2020, aos 88 anos.

## Prêmios
- 1975: Prémio Santo Miguel (Bruxelas)